# Хованец, Йозеф
Йо́зеф Хо́ванец (словац. Jozef Chovanec; 7 марта 1960, Поважска-Бистрица) — чехословацкий футболист, чешский футбольный тренер и функционер. Выступал на позиции защитника.
Длительное время играл за пражский клуб «Спарта», неоднократный чемпион Чехословакии. В составе сборной Чехословакии принимал участие в чемпионате мира по футболу 1990 года. В 1998—2001 годах являлся главным тренером чешской национальной сборной, которую вывел в финальный турнир чемпионата Европы 2000 года. С января 2008 года по 2011 год занимал должность главного тренера футбольного клуба «Спарта».

## Карьера игрока
Хованец начал играть в футбол в детском клубе «Слован» из Долне Кочковце и в юношеском «Гумарне» из Пухова. В сезоне 1978/79 он уже играл в основном составе пражской «Спарты». Во время срочной службы в армии с 1979 по 1981 год он играл за армейский клуб «Руда Гвезда» (Хеб), а потом вернулся в «Спарту». В составе «Спарты» он провел следующие семь лет, после чего в 1988 году был отдан в аренду в голландский «ПСВ Эйндховен». В 1991 году он опять вернулся в «Спарту», за которую играл до окончания своей карьеры игрока в 1995 году.
Лучший футболист Чехословакии 1986 года. В еврокубках провел 42 матча, забил 5 голов. В составе «Спарты» Хованец шесть раз становился чемпионом Чехословакии (в 1984, 1985, 1987, 1988, 1989 и 1993 годах), дважды — чемпионом Чехии (в 1994 и 1995 годах); четыре раза выигрывал Кубок Чехословакии. Он провел 333 матча в высшей чехословацкой лиге, забив в них 49 мячей; в высшей лиге Чехии он сыграл 48 матчей и забил 8 мячей.
В составе «ПСВ» он трижды побеждал в чемпионате Нидерландов (в 1989, 1991 и 1992) и дважды становился обладателем Кубка Нидерландов (в 1989 и 1990).
В составе сборной Чехословакии с 1984 по 1992 годы он провел 52 матча, в которых забил четыре мяча, принимал участие в чемпионате мира 1990 года.

## Тренерская карьера
В начале сезона 1995/96 Хованец был назначен тренером «Спарты». Под его руководством «Спарта» дважды (в 1996 и 1997 году) становилась чемпионом Чехии. В 1998 году он был назначен главным тренером чешской национальной сборной. Сборная великолепно провела квалификационный раунд чемпионата Европы 2000 года, выиграв все матчи и первой среди всех сборных заняв место в финальной части соревнований. В финальном турнире сборная попала в очень тяжелую группу вместе с Нидерландами и недавним чемпионом мира Францией. Выиграв лишь один матч против Дании, чешская сборная заняла в группе третье место и не смогла выйти из группы и принять участие в четвертьфинале.
В следующей отборочной кампании сборная Чехии играла значительно хуже и заняла в группе лишь второе место, пропустив вперед недавно побежденных датчан. В стыковых матчах чешская сборная проиграла команде Бельгии и не попала в финальную часть чемпионата мира 2002 года. После этой неудачи Хованец подал в отставку.
После этого Хованец работал тренером в нескольких клубах, но нигде не задерживался надолго. С августа 2002 по ноябрь 2003 года он тренировал клуб первой лиги «Марила Пршибрам» из Праги; потом он был назначен на должность спортивного руководителя этого клуба, которую занимал к началу 2005 года. В сезоне 2005 года он тренировал российский клуб «Кубань» из Краснодара, а в январе 2006 года был назначен президентом своего прежнего клуба «Спарта». В Чехии Хованец пользуется большим авторитетом; кроме работы в клубе, он сотрудничает с Чешским футбольным союзом, а также ценится на телевидении как прекрасный футбольный комментатор.
В 1998, 1999 и 2000 годах Хованец признавался в Чехии лучшим тренером года.

## Достижения

### Игрока
- Чемпион Чехословакии (6): 1984, 1985, 1987, 1988, 1989, 1993
- Обладатель Кубка Чехословакии (4): 1984, 1988, 1989, 1992
- Чемпион Чехии (2): 1994, 1995
- Чемпион Нидерландов (3): 1989, 1991, 1992
- Обладатель Кубка Нидерландов (2): 1989, 1990
- Лучший футболист Чехословакии: 1986

### Тренера
- Чемпион Чехии: 1998
- Лучший тренер года в Чехии (3): 1998, 1999, 2000

## Личная жизнь
По происхождению словак. Женат, имеет двух дочерей.